# もう子供でも鳥でもないんだから
「もう子供でも鳥でもないんだから」（もうこどもでもとりでもないんだから）は、1979年4月25日に発売された大塚博堂の7枚目のシングル。同日に同名の5枚目のアルバムも発売された。

## タイアップ
- エーザイ医薬部外品「セロポン」のCMソング

## シングル

### 収録曲
（全作曲：大塚博堂）
1. もう子供でも鳥でもないんだから
作詞：るい　編曲：クニ河内
2. 星への階段 〜Stair way to the Stars〜
作詞：大塚博堂　編曲：あかのたちお

## アルバム

### 概要
愛の色々な形を歌った5枚目のアルバム。作詞陣は、るい、そして今回から、藤公之介と入れ替わるように、青い三角定規「太陽がくれた季節」、中村雅俊「ふれあい」の作詞で知られる 山川啓介が加わり、博堂の世界観を広げた。また、大塚自身も4曲作詞している。編曲陣は、前々作以来のあかのたちお、そして元ザ・ハプニングス・フォー・クニ河内が加わった。ただし、クニは大塚たけし時代に博堂の曲の作曲・編曲を手がけていた。
1994年5月25日にCDとして発売された。
2023年1月25日に、紙ジャケット仕様のCDとして再発売された。

### 収録曲
| 全作曲: 大塚博堂。 |                                           |           |            |              |      |
| #                  | タイトル                                  | 作詞      | 作曲・編曲 | 編曲         | 時間 |
| 1.                 | 「もう子供でも鳥でもないんだから」        | るい      | 大塚博堂   | クニ河内     | 4:20 |
| 2.                 | 「ラスト・レター」                        | るい      | 大塚博堂   | クニ河内     | 3:12 |
| 3.                 | 「休日」                                  | 山川啓介  | 大塚博堂   | クニ河内     | 2:44 |
| 4.                 | 「後悔」                                  | るい      | 大塚博堂   | あかのたちお | 3:03 |
| 5.                 | 「ワンモアチャンス」                      | 大塚博堂  | 大塚博堂   | クニ河内     | 2:48 |
| 6.                 | 「途中下車」                              | 山川啓介  | 大塚博堂   | クニ河内     | 3:19 |
| 7.                 | 「男と女の光景」                          | 山川啓介  | 大塚博堂   | あかのたちお | 3:24 |
| 8.                 | 「雨はむらさき」                          | るい      | 大塚博堂   | クニ河内     | 4:34 |
| 9.                 | 「海岸通り」                              | るい      | 大塚博堂   | クニ河内     | 3:15 |
| 10.                | 「アデュー」                              | 大塚博堂  | 大塚博堂   | あかのたちお | 3:15 |
| 11.                | 「愛しはじめて」                          | 大塚博堂  | 大塚博堂   | あかのたちお | 3:11 |
| 12.                | 「星への階段 〜Stair way to the Stars〜」 | 大塚博堂  | 大塚博堂   | あかのたちお | 3:58 |
| 合計時間:          | 合計時間:                                 | 合計時間: | 合計時間:  | 41:03        |      |

### カバー
- 高橋亜貴子が「後悔（ぐち）」をカバーしシングルとして1984年リリース[4]。